# Herman C. Hoskier
Herman Charles Hoskier (né le 12 novembre 1864 et mort en 1938) est un bibliste et critique textuel britannique.

## Biographie
Herman Charles Hoskier  est le fils de Herman Hoskier, banquier à l'Union Bank of London et directeur de la Brasserie Guinness. Il fit ses études secondaires à Eton College, puis en France et en Allemagne. Poursuivant dans la voie familiale, il dirigea la banque Hoskier, Wood & Co. de New York, puis travailla pour L. von Hoffmann & Co. et F. S. Smithers & Co, jusqu'à sa retraite en 1903.
Il se consacra désormais à ses recherches sur la Bible, soutenant sa thèse en théologie à l'université d'Amsterdam.
Hoskier, en tant que critique textuel du Nouveau Testament est un partisan du type byzantin contre le type alexandrin. Dans Codex B and It Allies, il compare le texte du Codex Vaticanus avec celui du Codex Sinaiticus et il montre que le second, meilleur représentant du type alexandrin présente de nombreux défauts. Hoskier tente de démontrer que le Codex Vaticanus présente un texte conforme aux versions coptes de la Bible. Hoskier compare le texte du Minuscule 700 (en) avec le Textus Receptus et trouve 2 724 différences.
Hoskier recense tous les manuscrits du livre de l'Apocalypse connus en 1918. Cela lui prend trente ans et il publie en 1929 Concerning the Text of the Apocalypse. Hoskier montre les parallèles entre le Papyrus 46 et la version éthiopienne des Épîtres de Paul.
L'Université du Michigan lui a décerné un titre de MA honorifique.